# IC 2587
IC 2587 ist eine elliptische Galaxie vom Hubble-Typ E/SB0 im Sternbild Luftpumpe am Südsternhimmel. Sie ist schätzungsweise 85 Millionen Lichtjahre von der Milchstraße entfernt, hat einen Durchmesser von etwa 50.000 Lj und ist das hellste Mitglied des Antlia-Galaxienhaufens welcher wiederum dem Hydra-Centaurus-Superhaufen angehört.
Im selben Himmelsareal befinden sich u. a. die Galaxien NGC 3268, NGC 3269, NGC 3281, IC 2584.
Das Objekt wurde am 1. Mai 1900 vom US-amerikanischen Astronomen DeLisle Stewart entdeckt.